# Elena di Bosnia
Elena di Bosnia (in serbo-croato Јелена?, Jelena; 1345 circa – dopo il 18 marzo 1399) è stata Regina di Bosnia dal settembre 1395 all'aprile 1398.

## Biografia
Fu Regina consorte del Re di Bosnia Dabiša e fu prescelta dalla nobiltà bosniaca, riunita nello Stanak, come suo successore al trono dopo la sua morte nel 1395. È tuttavia ancora oggetto di disputa se ella regnò in qualità di reggente in un periodo di interregno o se effettivamente avesse ricoperto il ruolo di regina regnante, tuttavia è indubbio che durante il periodo di questa sovrana il potere effettivo fosse detenuto dai magnati del regno bosniaco. Il suo regno ebbe termine con l'elezione di Ostoja di Bosnia nel 1398. È annoverata come l'unico capo di Stato donna nella storia della Bosnia ed Erzegovina.

Ben poco si sa sulle sue origini, tranne che molto probabilmente appartenesse alla nobile casata dei Nikolić, originari del Principato di Zaclumia.

Una bolla reale del 17 luglio 1392 è la prima fonte esistente che cita Jelena in qualità di regina e moglie di Dabiša di Bosnia; in qualità di regina consorte Elena sosteneva le iniziative del sovrano, il quale, da parte sua, enfatizzava il ruolo della moglie in tutti i suoi atti, sostenendo di averla prima consultata. Durante il suo regno, la famiglia di origine della regina ottenne importanti incarichi a corte e nell'amministrazione, così come il diritto di riscossione dei 500 perperi ragusani  che la Repubblica di Ragusa tributava ogni anno al Regno di Bosnia e al Bano di Bosnia Stefano II, chiamato Tributo di Ston. Elena e Dabiša ebbero una figlia, Stana, la cui figlia Vladava sposò il nobile Juraj Radivojević, Knjaz di Krajina Makareka.

## Ascesa al trono e governo
Nel 1394 Elena concordò con suo marito di designare re Sigismondo di Lussemburgo come suo erede al Regno di Bosnia. Ma quando Dabiša morì l'8 settembre 1395, i suoi magnati - il Granduca di Bosnia Hrvoje Vukčić Hrvatinić, il Principe Pavle Radenović, il Granduca di Bosnia Sandalj Hranić ed il genero di sua figlia, Juraj Radivojević - decisero di non onorare gli accordi presi dal loro sovrano defunto con il sovrano d'Ungheria sulla successione al trono di Bosnia.

Sigismondo reagì reclutando un esercito e marciando diretto verso la vicina regione serba della Sirmia per reclamare il trono bosniaco, tuttavia la nobiltà convocò uno Stanak, ovvero l'assemblea della nobiltà bosniaca, ed elessero Elena come legittimo successore di Dabiša. Non volendo ingaggiare uno scontro armato contro i nobili bosniaci compatti in un unico fronte, Sigismondo decise per la ritirata, anche a fronte del fatto che la morte di sua moglie, Maria d'Ungheria, erede al trono d'Ungheria e cugina di Dabiša, aveva reso molto precaria la sua situazione per un attacco contro il Regno di Bosnia.

Gli storici hanno dibattuto a lungo sul ruolo della regina Elena. In particolare lo storico Sima Ćirković ha sostenuto nel 1964 che il periodo di regno di Elena debba più considerarsi come un interregno, frutto del compromesso tra le rivendicazioni di Sigismondo, troppo debole per reclamare militarmente i suoi diritti al trono, e la nobiltà bosniaca che non intendeva onorare le promesse fatte dal loro sovrano deceduto. Sigismondo acconsentì all'ascesa al trono di Elena, e gli ufficiali della Repubblica di Ragusa lo pregarono di intercedere per loro dinanzi alla nuova sovrana. Da parte loro la Repubblica di Ragusa accettò che Elena non ratificasse gli editti che accordavano loro alcuni diritti concessi dai precedenti sovrani bosniaci, probabilmente perché consideravano che ella non ne avesse il titolo.

Dopo che la battaglia di Nicopoli nel 1396 aveva di fatto spazzato gran parte dell'esercito ungherese, emerse un nuovo pretendente al trono bosniaco contro i diritti della regina Elena. Si trattava di un nobile che appoggiava a sua volta le pretese al trono d'Ungheria di Ladislao I di Napoli e dal suo comitato di Pozsega iniziò ad autoproclamarsi Re di Bosnia. Tuttavia, già dalla fine del 1395 Elena aveva ormai consolidato il suo potere ed i sostenitori di Sigismondo d'Ungheria uccisero il pretendente ungherese che di fatto non aveva mai messo in pericolo la posizione della regina bosniaca. Il periodo della reggenza di Elena coincide con una sostanziale diminuzione della nobiltà bosniaca ad appoggiare Ladislao.

Dati i presupposti della sua elezione, è molto probabile che il ruolo della nuova regina fosse quello di fantoccio nelle mani della nobiltà bosniaca. Tutti gli editti a noi pervenuti emanati da questa sovrana risultano infatti ratificati dai nobili bosniaci più influenti prima di essere promulgati. Non è un caso, quindi, che l'emancipazione della nobiltà bosniaca dal trono di Bosnia raggiunga il suo apice proprio sotto il regno di Elena. Essendo diventati virtualmente autonomi rispetto alla loro sovrana, i nobili iniziarono a combattersi l'un l'altro in una lotta intestina che indebolì enormemente il potere politico e militare della Bosnia, impedendo al regno di partecipare attivamente alle politiche dell'intera regione balcanica.

La minaccia rappresentata dai turchi ottomani guidati da Bayezid I si fece più pressante durante il regno di Elena, molto più di quanto non fosse stata sotto i suoi predecessori; soprattutto dopo la vittoria ottomana contro il potente principe serbo Vuk Branković nel 1396, il cui territorio fungeva da cuscinetto tra il dominio ottomano ed i territori governati da Elena. L'esercito ottomano arrivò in Bosnia nel gennaio del 1398, sotto la guida dei figli di Bayezid I e del nobile serbo Stefan Lazarević divenuto suddito degli Ottomani. Questo contingente era molto più vasto di quelli sconfitti dai predecessori di Elena nel 1388 nella Battaglia di Bileća e successivamente nel 1392. Tuttavia la spedizione ottomana si rivelò un terribile insuccesso a causa del rigido inverno e delle pesanti nevicate che decimarono i soldati turchi.

## La deposizione
La sconfitta dell'invasore ottomano, tuttavia, non cambiò le sorti del regno di Elena, destinato a terminare bruscamente quando, a partire dal marzo 1398 la Bosnia fu dilaniata dal perpetuarsi delle lotte intestine tra i nobili bosniaci. In particolare fu proprio la famiglia d'origine di Elena, i Nikolić, a causare i danni maggiori. Essi cercarono, infatti, di approfittare del potere fornitogli da Elena per ottenere maggior potere e benefici economici, e di svincolarsi dal vassallaggio tributato alla casata dei Kosača e diventare così vassalli diretti della corona bosniaca. Queste iniziative, tuttavia, provocarono una rivolta diretta contro Elena che, pur ottenendo un sostanzioso supporto soprattutto dalla casata dei Radivojević, venne tuttavia deposta il 10 maggio 1398 da suo cognato Ostoja, grazie al sostegno del Granduca di Bosnia Hrvoje Vukčić Hrvatinić. I familiari di Elena, soprattutto i nipoti ed i fratelli, cercarono di opporsi alla sua deposizione, ma furono tutti costretti a fuggire in esilio e trovare asilo nella Repubblica di Ragusa, solamente Elena rimase in Bosnia, e venne trattata con riguardo anche grazie al suo titolo di Regina vedova.

Durante il regno di suo cognato, Elena riprese il suo nomignolo di Gruba e mantenne il titolo di Regina. Il nome di Gruba è presente per l'ultima volta in un documento inviato dalle autorità ragusane il 18 marzo 1399, per cui si suppone che sia morta subito dopo quella data, probabilmente durante un'epidemia che devastò il Principato di Zaclumia proprio in quel periodo.